# Lew Dmitrijewitsch Schewjakow
Lew Dmitrijewitsch Schewjakow (russisch Лев Дмитриевич Шевяков; * 3. Januarjul. / 15. Januar 1889greg. in Wetluga; † 3. Juli 1963 in Moskau) war ein russischer Montanwissenschaftler und Hochschullehrer.

## Leben
Schewjakow, Sohn eines Kleinhändlers, besuchte die Realschule in Nischni Nowgorod und studierte dann am Jekaterinoslawer Bergbauinstitut mit Abschluss 1912. 1913 wurde er dort Assistent und dann Dozent am Lehrstuhl des Instituts. 1919 verteidigte er seine Dissertation über die Exploration von Steinkohlelagerstätten, worauf er Adjunkt wurde. Ein Jahr später gewann er den Wettbewerb um eine Professorenstelle.
Nach der Oktoberrevolution wurde Schewjakow 1922 Leiter des Lehrstuhls für Bergbau des nun Dnepropetrowsker Bergbauinstituts. Er entwickelte Berechnungs- und Analysemethoden für die praktische Arbeit und widmete sich den organisatorischen und pädagogischen Aufgaben. 1925 wurde er mit anderen Experten nach Deutschland, in die USA und nach England zum Studium der dortigen Bergbautechniken geschickt. 1928 erschien sein Buch über die Exploration von Bodenschätzen, das sofort ein Lehrbuch für die Bergbauinstitute wurde.
1929 wurde Schewjakow Professor am Technologie-Institut Tomsk und Berater der sibirischen Filiale des Leningrader Projektierungsinstituts Giproschacht für die Kohleindustrie. 1932 wurde er Professor am Swerdlowsker Bergbauinstitut. 1935 wurde er zum Doktor der technischen Wissenschaften promoviert. 1939 wurde er Wirkliches Mitglied der Akademie der Wissenschaften der UdSSR (AN-SSSR) (seit 1991 Russische Akademie der Wissenschaften). Von 1944 bis 1950 leitete er am Moskauer Bergbauinstitut den Lehrstuhl für Lagerstättenabbau. 1946 übernahm er den Vorsitz des Rats der AN-SSSR zur Untersuchung der Produktivkräfte der UdSSR als Nachfolger Wladimir Leontjewitsch Komarows, der den Rat 1936 bis 1945 geleitet hatte. 1947–1957 war Schewjakow Mitglied des Gosplan. 1949 übergab Schewjakow den Ratsvorsitz an Wassili Sergejewitsch Nemtschinow. Schewjakow veröffentlichte mehr als 300 wissenschaftliche Arbeiten. 1958 erschien seine Monografie über die Projektierung von Kohleschachtanlagen.
Ein Schewjakow-Denkmal steht neben dem nach ihm benannten Forschungsinstitut für Probleme der Kursker Magnetanomalie in Gubkin.

## Ehrungen, Preise
- Staatspreis der UdSSR (1942)[1]
- Orden des Roten Banners der Arbeit (1943, 1945)
- Medaille „Für heldenmütige Arbeit im Großen Vaterländischen Krieg 1941–1945“ (1945)
- Leninorden (1948, 1959)
- Stalinpreis I. Klasse
- Bergmannsehrenmedaille I. Klasse